# Западные технологии и развитие советской экономики с 1917 по 1930 годы
Западные технологии и развитие Советской экономики с 1917 по 1930 годы (англ. Western Technology and Soviet Economic Development) — книга профессора экономики Калифорнийского университета Энтони Саттона, представляющая собой систематизацию и анализ обширного массива информации об иностранных концессиях в СССР в период НЭПа. Автор приходит к заключению, что без участия иностранных компаний восстановление советской промышленности после военного коммунизма и её модернизация были бы практически невозможны.